# Something Wall-Mart This Way Comes
"Something Wall-Mart This Way Comes" é o episódio # 120 da série estadunidense de desenhos animados adultos South Park, transmitida pela Comedy Central. Foi ao ar originariamente em 3 de novembro de 2004. O título em inglês e o tema foram inspirados no filme Disney de 1983  Something Wicked This Way Comes, baseado no livro homônimo de 1962 de Ray Bradbury.

## Enredo
O episódio começa com Cartman realizando uma aposta de 5 dólares com Kyle sobre se as pessoas "defecam nas calças" ao morrer ou não. Kyle afirma que isso é uma ideia estúpida. Enquanto isso, uma loja do Wall-Mart (referência explícita ao Wal-Mart) é inaugurada em South Park (no local onde era a Lagoa Stark) com muitas ofertas e toda a cidade se dirige ali para comprar. Cartman fica especialmente atraído por um pacote de três cópias de Timecop ao preço de 18 dólares e Kyle não entende porque alguém iria precisar de três cópias de um mesmo filme. O sucesso do Wall-Mart força os pequenos comerciantes locais a fecharem as portas, como a farmácia do Jim. Muitas pessoas, inclusive Randy, o pai de Stan, começam a trabalhar no Wall-Mart pelo salário mínimo e um adicional de 10% para ser usado como desconto nas compras dos funcionários.
South Park se torna uma cidade-fantasma e os habitantes percebem o mal que fora feito e decidem boicotar o Wall Mart. Mas não resistem às barganhas e logo voltam às compras. Então resolvem falar com o gerente da loja. Aterrorizado, o homem pede que os encontrem nos fundos dentro de 5 minutos. O grupo de pessoas vai até lá e vê um aparente suicídio do gerente, que atravessa a janela enforcado e logo após, defeca nas calças. Cartman fica feliz e pede seus cinco dólares da aposta a Kyle.
As pessoas então incendeiam o prédio, mas o mesmo é reconstruído logo a seguir. Um operário da construção conta que a ordem para a reconstrução veio da sede do Wall-Mart, localizada em Bentonville, Arkansas. Kyle, Stan e Kenny viajam até aquela cidade para pedirem o fechamento do Wall-Mart em South Park.
No caminho, Cartman se junta a eles. Kyle e os outros sabem que Cartman é contrário ao fechamento do Wall-Mart mas mesmo assim permitem que viaje com eles. Eles chegam a Bentonville, mesmo após a sabotagem de Cartman (que corta os pneus do ônibus com uma faca) e se encontram com Harvey Brown, presidente do Wall-Mart. O homem fala aos meninos que o único modo de parar o Wall-Mart é destruir o seu "coração". Quando os meninos iam embora, Brown comete suicídio atirando na própria cabeça e defecando nas calças. Cartman ri novamente e fala que Kyle agora lhe deve dez dólares.
Os meninos vão entrar no Wall-Mart de South Park mas Cartman tenta impedi-los, dizendo que uma voz lhe ordenara que agisse assim. Kenny segura Cartman que não consegue se livrar devido à sua má forma física e Stan e Kyle entram na loja procurando o "coração". No departamento de televisão, os meninos encontram um homem que diz ser ele o Wall-Mart (alusão ao "Arquiteto" de The Matrix). Ele diz que pode assumir diferentes formas, mas a única coisa que faz é trocar de chapéus. Após um confuso diálogo, ele finalmente conta que o "coração" está atrás da tela de uma televisão de plasma. Os meninos vão até lá e avistam um pequeno espelho. Eles o quebram e o prédio do Wall-Mart começa a desmoronar. O homem diz que agora ele se mostrará em sua "verdadeira forma" mas apenas tira o bigode e bate o pé. Os meninos e todas as pessoas dentro do prédio começam a evacuação. O Wall-Mart "implode" num brilho rápido e com cheiro de dinheiro. Cartman ri novamente e vai embora.
Kyle conta que todos esses lugares tem um mecanismo de autodestruição que será ativado se o espelho for quebrado. Chef pede a um soldado para espalhar isso em todas as cidades do mundo que tem lojas semelhantes (referência ao filme Independence Day). Randy então diz que o "coração" eram eles mesmos, os consumidores, o que os meninos acham óbvio. Ele então explica pedantemente que os residentes de South Park tinham perdido o controle do seu consumismo e estavam a destruir o charme de morar em uma cidade pequena. As pessoas retornam às compras nas pequenas lojas como a Farmácia do Jim, que é mostrado crescendo rapidamente e quando se torna num tamanho similar ao Wall-Mart é incendiado. Depois de assistirem ao incêndio, os habitantes voltam as compras e agora vão para a True Value.